# 雲之淚湖
雲之淚湖（Lake Tear of the Clouds）是位於美國紐約州基恩馬西山（紐約州最高點）西南坡的一個小冰斗湖，是該州海拔最高的湖泊，也是哈德遜河的源頭。1901年9月14日，時任美國副總統西奧多·羅斯福在馬西山遠足回到雲之淚湖時得到威廉·麥金萊傷情惡化的消息。

## 外部連接
- Story of Theodore Roosevelt's Trip （页面存档备份，存于）